# Тринидадска бодлива джобна мишка
Тринидадска бодлива джобна мишка, още тринидадски торбест скокливец (Heteromys anomalus), е вид бозайник от семейство Торбести скокливци (Heteromyidae).

## Разпространение и местообитание
Разпространен е във Венецуела, Колумбия и Тринидад и Тобаго.